# Honda FCEV Concept
Honda FCEV Concept (ang. Fuel Cell Electric Vehicle - pol. elektryczny pojazd z ogniwami paliwowymi) – samochód koncepcyjny japońskiego koncernu Honda po raz pierwszy została zaprezentowany podczas targów motoryzacyjnych w Los Angeles w listopadzie 2013 roku.

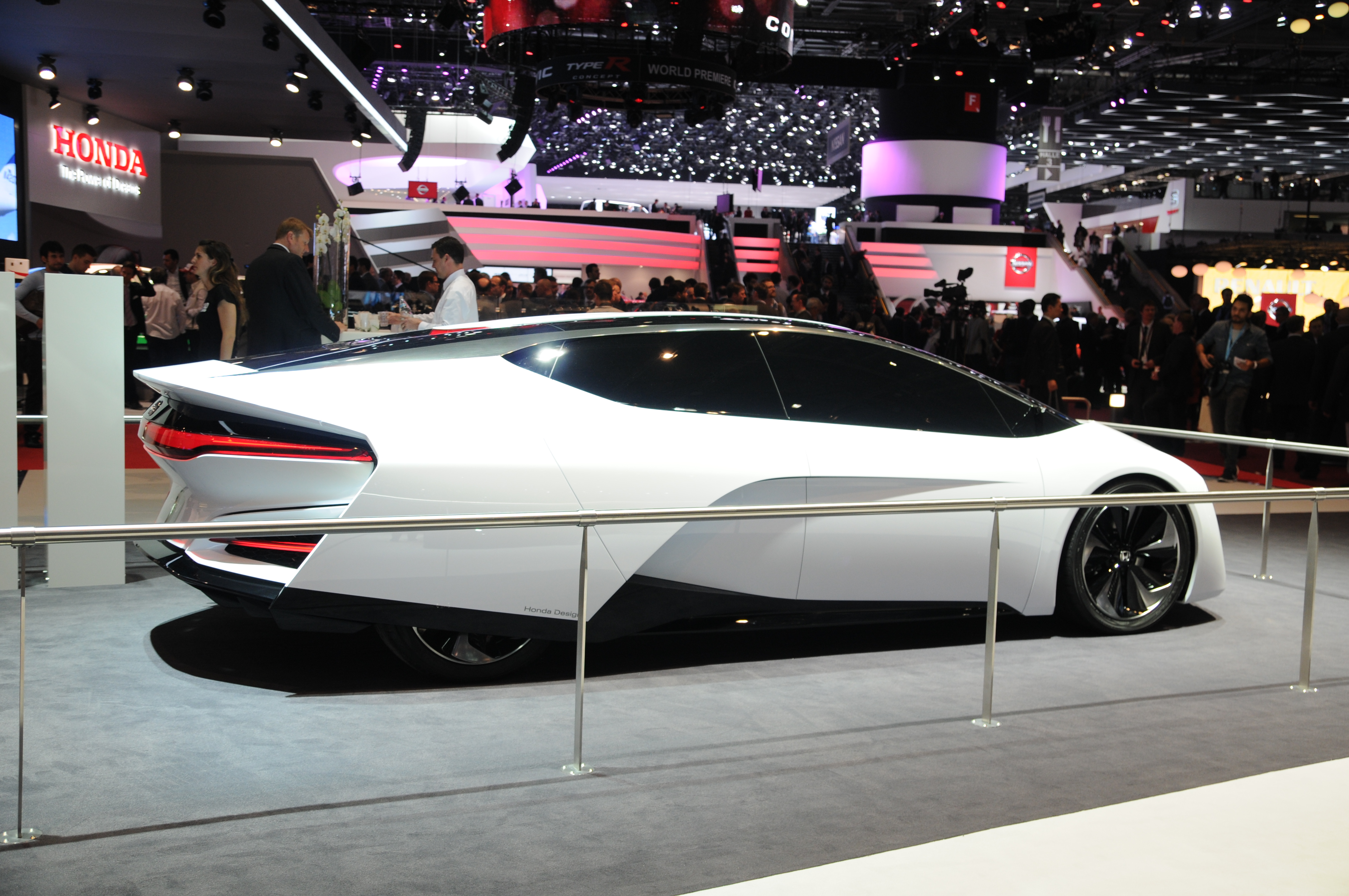
Tył FCEV

Koncept zapowiada język projektowania, który w przyszłości wykorzystają seryjne Hondy wyposażone w alternatywne źródła napędu. Jego stylizację - z charakterystycznym "odwłokiem" i osłonami tylnych kół - podporządkowano aerodynamice.
Prototyp Hondy FCEV zasilany jest wodorem, który w ogniwach zamienia się w energię elektryczną potrzebną do napędzania silnika elektrycznego. W rezultacie pojazd nie emituje spalin, lecz parę wodną. Jego zespół napędowy generuje moc 136 KM, a zasięg według producenta wynosi ponad 480 km. Tankowanie zbiornika z wodorem ma trwać 3 minuty.